# آنا أنتونوفا
آنا أنتونوفا (بالأوكرانية: Анна Антонова)‏ هي متزلجة فنية أوكرانية، ولدت في 18 سبتمبر 1965 في خاركيف في أوكرانيا.